# Этидзен (город)
Этидзен (яп. 越前市 Этидзэн-си) — город в Японии, находящийся в префектуре Фукуи. Площадь города составляет 230,75 км², население — 83 387 человек (1 июля 2014), плотность населения — 361,37 чел./км².

## Географическое положение
Город расположен на острове Хонсю в префектуре Фукуи региона Тюбу. С ним граничат города Сабаэ, Фукуи и посёлки Икеда, Минамиэтидзен, Этидзен.

## Население
Население города составляет 83 387 человек (1 июля 2014), а плотность — 361,37 чел./км². Изменение численности населения с 1980 по 2005 годы:
| 1980 | 81 942 чел. |  |
| 1985 | 83 953 чел. |  |
| 1990 | 84 897 чел. |  |
| 1995 | 85 533 чел. |  |
| 2000 | 87 699 чел. |  |
| 2005 | 87 742 чел. |  |

## Символика
Деревом города считается сакура, цветком — хризантема.